# Dundarrach
Dundarrach è un census-designated place (CDP) degli Stati Uniti d'America, situato nello stato della Carolina del Nord, nella contea di Hoke. Secondo il censimento del 2020 gli abitanti di Dundarrach ammontavano a 34.